# Fatou Gaye
Fatou Gaye (Dakar, 1966. szeptember 29. –) szenegáli nemzetközi női labdarúgó-játékvezető.

## Pályafutása
Játékvezetésből 1988-ban vizsgázott. A FSF Játékvezető Bizottságának (JB) minősítésével a Premier League játékvezetője. A nemzeti női labdarúgó bajnokságban kiemelkedően foglalkoztatott bíró. Küldési gyakorlat szerint rendszeres 4. bírói szolgálatot is végzett. A nemzeti játékvezetéstől 2011-ben visszavonult.
A Szenegáli labdarúgó-szövetség JB terjesztette fel nemzetközi játékvezetőnek, a Nemzetközi Labdarúgó-szövetség (FIFA) 1996-tól tartotta nyilván női bírói keretében. A FIFA JB központi nyelvei közül a franciát beszéli. Afrikában működő 56 női FIFA JB egyik muszlim tagja. Több nemzetek közötti válogatott (Női labdarúgó-világbajnokság, Női Afrikai nemzetek kupája, Olimpiai játékok), valamint klubmérkőzést vezetett, vagy működő társának 4. bíróként segített. A nemzetközi játékvezetéstől 2011-ben búcsúzott.[forrás?]
A 2002-es U19-es női labdarúgó-világbajnokságon, illetve a 2006-os U20-as női labdarúgó-világbajnokságon a FIFA JB bírói szolgálatra vette igénybe.
| Időpont             | Helyszín                   | Mérkőzés típusa              | Mérkőzés                                                          | Eredmény | Nézők száma |
| ------------------- | -------------------------- | ---------------------------- | ----------------------------------------------------------------- | -------- | ----------- |
| 2002. augusztus 19. | Központi Stadion, Victoria | csoportmérkőzés (C. csoport) | Anglia–Tajvan                                                     | 4 – 0    | 2151        |
| 2002. augusztus 21. | Központi Stadion, Victoria | csoportmérkőzés (C. csoport) | Amerikai Egyesült Államok–Tajvani U19-es női labdarúgó-válogatott | 6 – 0    | 2800        |
| 2006. augusztus 18. | Dinamo Stadion, Moszkva    | csoportmérkőzés (C. csoport) | Észak-Korea–Németország                                           | 2 – 0    | 700         |
| 2006. augusztus 21. | Torpedo Stadion, Moszkva   | csoportmérkőzés (D. csoport) | Egyesült Államok–Argentína                                        | 4 – 1    | 200         |

Az 1999-es női labdarúgó-világbajnokságon a FIFA JB játékvezetőként alkalmazta. Három alkalommal 4. (tartalék) bírói küldést kapott. Világbajnokságon vezetett mérkőzéseinek száma: 1.
| Időpont          | Helyszín              | Mérkőzés típusa              | Mérkőzés              | Eredmény | Nézők száma |
| ---------------- | --------------------- | ---------------------------- | --------------------- | -------- | ----------- |
| 1999. június 23. | FedEx Field, Landover | csoportmérkőzés (D. csoport) | Ausztrália–Svédország | 1 – 3    | 16 448      |

A 2000-es Női Afrikai nemzetek kupája labdarúgó tornán a CAF JB bíróként foglalkoztatta.
| Időpont            | Helyszín                     | Mérkőzés típusa              | Mérkőzés                                                | Eredmény |
| ------------------ | ---------------------------- | ---------------------------- | ------------------------------------------------------- | -------- |
| 2000. november 2.  | Városi Stadion, Johannesburg | csoportmérkőzés (B. csoport) | Nigéria–Ghána                                           | 2 – 2    |
| 2000. november 18. | Városi Stadion, Boksburg     | csoportmérkőzés (B. csoport) | Nigériai női labdarúgó-válogatott–Kamerun               | 3 – 0    |
| 2000. november 21. | Városi Stadion, Boksburg     | egyik elődöntő               | Dél-afrikai Köztársaság– Ghánai nőilabdarúgó-válogatott | 1 – 0    |

A 2004. évi nyári olimpiai játékok női labdarúgó tornáján a FIFA JB bírói szolgálatra alkalmazta.
| Időpont             | Helyszín                      | Mérkőzés típusa              | Mérkőzés         | Eredmény | Nézők száma |
| ------------------- | ----------------------------- | ---------------------------- | ---------------- | -------- | ----------- |
| 2004. augusztus 11. | Panthessaliko Stadion, Vólosz | csoportmérkőzés (E. csoport) | Svédország–Japán | 0 – 1    | 10 104      |
| 2004. augusztus 20. | Pankritio Stadion, Iráklio    | egyik elődöntő               | Mexikó–Brazília  | 0 – 5    | 3012        |

Aktív pályafutását befejezve 2012-től a FIFA JB női tagozatának tagja, instruktor, ellenőr.